# Кардаполов, Валерий Фёдорович
Валерий Фёдорович Кардаполов — советский самбист, призёр чемпионатов СССР, серебряный призёр чемпионата мира 1975 года в Минске, мастер спорта СССР международного класса.

## Карьера
Выступал во второй средней весовой категории (до 90 кг). Тренировался под руководством Л. Д. Голева. Выступал за клубы «Динамо», «Буревестник» и Вооружённые силы (все — Пермь) и Вооружённые силы (Минск). В 1963 году стал чемпионом СССР среди юношей. В 1969 году стал первым пермяком, выполнившим норматив мастера спорта международного класса. В 1969 и 1971 годах выиграл международные турниры в Риге и Москве соответственно.

## Выступления на чемпионатах страны
- Чемпионат СССР по самбо 1967 года — ;
- Чемпионат СССР по самбо 1969 года — ;
- Борьба самбо на летней Спартакиаде народов СССР 1971 года — ;
- Чемпионат СССР по самбо 1971 года — ;
- Чемпионат СССР по самбо 1973 года — ;
- Борьба самбо на летней Спартакиаде народов СССР 1975 года — ;